# John Stephen Akhwari
John Stephen Akhwari (n. 1938 en Mbulu, Tanganica) es un exmaratonista tanzano que representó a su país en los Juegos Olímpicos de México 1968, donde llegó en último lugar después de sufrir una lesión. Es recordado como un ejemplo de espíritu deportivo, perseverancia y valor.

## Biografía

### Maratón Olímpico del año 1968
Akhwari formó parte del contingente de cuatro atletas que representaron a Tanzania en los Juegos Olímpicos de México 1968. Mientras competía en el maratón sufrió calambres probablemente debido a la altitud de la Ciudad de México, ya que nunca había entrenado a tal altitud en su país. Cuando llegaba al kilómetro diecinueve, algunos corredores realizaron maniobras para cambiar de posición y Akhwari recibió un golpe. Cayó al suelo produciéndose una luxación de la rodilla derecha y graves lesiones en el hombro al golpear contra el pavimento. A pesar de que el personal médico le recomendó abandonar, continuó corriendo, llegó en último lugar entre los 57 competidores que completaron la carrera, 18 se habían retirado antes de terminar. El ganador del maratón fue Mamo Wolde  de Etiopía, quien hizo un tiempo de 2:20:26, mientras que Akhwari terminó en un tiempo de 3:25:27.
Cuando solo quedaban unos pocos miles de personas en el estadio y había oscurecido, se envió de nuevo un equipo de televisión al recibir la noticia de que había un corredor más a punto de terminar la carrera. Akhwari se acercaba al estadio con la pierna vendada y caminando con dificultad, flanqueado por los patrulleros que iluminaban el camino con sus faros. El público lo ovacionó cuando finalmente ingresó al estadio y alcanzó la línea de meta. Cuando el documentalista de los Juegos Olímpicos Bud Greenspan lo entrevistó más tarde y le preguntó por qué siguió corriendo, dijo: «Mi país no me envió a 5000 millas para comenzar la carrera, me enviaron a 5000 millas para terminarla».

### Carrera atlética
Compitió durante muchos años antes y después de los Juegos Olímpicos de México de 1968. Terminó primero en el campeonato africano de maratón antes de los Juegos Olímpicos. Terminó quinto en el maratón en los Juegos de la Mancomunidad de 1970, donde hizo un tiempo de 2:15:05. El ganador había hecho 2:09:28. En esos mismos juegos hizo 28:44 en la carrera de 10 000 metros y estuvo a solo 30 segundos de los líderes. Corrió maratones en el rango de 2:20 regularmente, tanto antes como después de los Juegos Olímpicos de 1968. Fue un corredor de clase mundial durante la mayor parte de la década de 1960 y 1970.

### Retiro y reconocimientos
Akhwari se retiró del atletismo en 1980, ha vivido durante muchos años en su aldea natal, al lado de su esposa y sus seis hijos. Son granjeros y trabajan en el campo. Le otorgaron la Medalla de Honor de Héroe Nacional en 1983 y la Fundación Atlética John Stephen Akhwari, una organización que apoya a los atletas de Tanzania que se entrenan para los Juegos Olímpicos, fue nombrada en su honor. Lo invitaron a los Juegos Olímpicos de Sídney 2000 en Australia y más tarde apareció como embajador de buena voluntad en Pekín, en preparación para los Juegos Olímpicos de Pekín 2008. Fue portador de la antorcha olímpica en Dar es Salaam el 13 de abril de 2008, para el relevo de la antorcha en su país.